# Wassian III (biskup turowski)
Wassian III (zm. 1552) – prawosławny biskup turowski.

## Życiorys
Przed 1549 był przełożonym monasteru Przemienienia Pańskiego w Kobryniu. Urząd biskupa turowskiego po śmierci biskupa Warłaama objął z woli właścicielki starostwa pińskiego, królowej Bony. Ona też wystawiła mu przywilej na katedrę turowską w dniu 13 lutego 1549, w którym potwierdziła jego prawo do zarządzania eparchią i dysponowania całym majątkiem administratury nadanym w poprzednich stuleciach. Dzień wcześniej Bona poleciła Aleksandrze Ostrogskiej zwrócenie biskupowi wszystkich ziem i majątków eparchii, które ta w poprzednich latach zagarnęła. Konflikt z Aleksandrą Ostrogską oraz Beatą Kościelecką, wdową po Ilii Ostrogskim, ciągnął się jednak także w latach następnych. Gdy Aleksandra Ostrogska nie zwróciła eparchii turowskiej jej własności, 2 listopada 1551 król Zygmunt I Stary wezwał ją do Wilna na sąd królewski.
Osobny spór Wassian III prowadził z pińską społecznością żydowską, gdy w 1550 otworzył w mieście karczmę. Sąd królewski w tym samym roku przyznał mu dziewięć kamieni wosku w zamian za jej zamknięcie.
Wassian III zmarł przed 14 maja 1552. Z tego dnia pochodzi list królowej Bony informujący o jego zgonie i wyborze następcy – Makarego II, byłego przełożonego Monasteru Leszczyńskiego.